# カザラッティコ
カザラッティコ（伊: Casalattico）は、イタリア共和国ラツィオ州フロジノーネ県にある、人口約510人の基礎自治体（コムーネ）。

## 地理

### 位置・広がり
フロジノーネ県の東部に位置するコムーネ。カッシーノから北北西へ17km、県都フロジノーネから東へ32km、ローマから東南東へ107kmの距離にある。

#### 隣接コムーネ
隣接するコムーネは以下の通り。
- アルピーノ
- アティーナ
- カザルヴィエーリ
- コッレ・サン・マーニョ
- サントパードレ
- テレッレ

### 気候分類・地震分類
カザラッティコにおけるイタリアの気候分類 (it) および度日は、zona D, 1855 GGである。
また、イタリアの地震リスク階級 (it) では、zona 1 (sismicità alta) に分類される。]

## 行政

### 山岳部共同体
広域行政組織である山岳部共同体「ヴァッレ・ディ・コミーノ山岳部共同体」 (it:Comunità montana Valle di Comino) （事務所所在地: アティーナ）を構成するコムーネの一つである。

### 分離集落
カザラッティコには、以下の分離集落（フラツィオーネ）がある。
- San Nazario, Montattico, Sant'Andrea, Macchia, Monforte, Lesche, Matassa, Fusco, Verticchio, Celluccio, Serra, Santa Caterina